# O Chin-u
O Chin-u (* 8. März 1917; † 25. Februar 1995) war ein nordkoreanischer Militär und Politiker. Er war langjähriger Verteidigungsminister seines Landes.

## Leben
O Chin-u galt lange Zeit als drittmächtigster Mann in Nordkorea nach Staatschef Kim Il-sung und dessen Sohn Kim Jong-il. Er kämpfte gemeinsam mit Kim Il-sung für eine Unabhängigkeit Chōsens von Japan und trat nach dem Krieg eine Karriere in der Armee der neu gegründeten Demokratischen Volksrepublik Korea (Nordkorea) an. Während des Koreakrieges (1950–1953) profilierte er sich als Militär und blieb bis zum Tod Kim Il-sungs 1994 dessen enger Berater. Er unterstützte im April 1967 Kim Il-sung dabei, eine Gruppe innerparteilicher Widersacher, die so genannte „Kapsan-Fraktion“, aus der Partei auszuschließen und sie anschließend in Lager zu deportieren oder hinrichten zu lassen.
Ein Jahr nach Kim starb O Chin-u 1995 an Krebs. Er hatte sich zuvor einer medizinischen Behandlung in Frankreich unterzogen.
Der Posten des Verteidigungsministers, den O seit 1976 innehatte, wurde erst sieben Monate später mit Ch'oe Kwang neu besetzt. Als einer von nur zwei nordkoreanischen Militärs neben Kim Jong-il trug O Chin-u den Titel Wŏnsu (Marschall), der den zweithöchsten militärischen Rang Nordkoreas bezeichnet.